# Gilberto Silva (cầu thủ bóng đá người Bồ Đào Nha)
Gilberto Manuel Pereira da Silva (sinh ngày 26 tháng 3 năm 1987 ở Guimarães, Minho Province) là một cầu thủ bóng đá người Bồ Đào Nha thi đấu cho S.C. Covilhã chủ yếu ở vị trí tiền vệ trung tâm và cả vị trí hậu vệ phải.